# Thylacocephala
Thylacocephala (del griego θύλακος thylakos, "bolsa", y κεφαλή (céfalon), "cabeza", es una clase única de artrópodos extintos con posible relación con los crustáceos que vivió entre el Silúrico y el Cretácico. 

## Anatomía

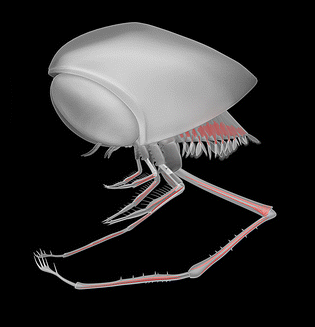
Reconstrucción de Clausocaris.

Los Thylacocephala son un grupo de artrópodos bivalvos con una morfología ejemplificada en tres pares de largos apéndices predatorios e hipertrofiados cuyos fósiles se pueden encontrar alrededor del mundo. Un exoesqueleto lateralmente compreso cubre sus cuerpos enteros cuya superficie lateral puede estar externamente ornamentada.

## Taxonomía
Se reconocen los siguientes:
- Clausocaris Polz, 1990
- Concavicaris Rolfe, 1961
- Mayrocaris Polz, 1994
- Polzia[1] Hegna, Vega & González-Rodríguez, 2014
- Thylacares[2] Haug, Briggs, Mikulic, Kluessendorf & Haug, 2014
- Victoriacaris[1] Hegna, Vega & González-Rodríguez, 2014